# Địa đạo cá sấu tử thần
Địa đạo cá sấu tử thần (tựa tiếng Anh: Crawl) là một bộ phim kinh dị thảm họa Mỹ năm 2019 của đạo diễn Alexandre Aja và được viết kịch bản bởi Michael và Shawn Rasmussen. Phim có sự tham gia của Kaya Scodelario và Barry Pepper trong vai một cô con gái và người bố với chú chó cưng của họ bị mắc kẹt trong căn nhà trong cơn bão cấp 5 và bị cá sấu săn đuổi.
Bộ phim ban đầu được công bố vào tháng 5 năm 2018, với Sam Raimi sản xuất thông qua biểu ngữ Ghost House Pictures của mình và Aja gắn liền với vai trò đạo diễn. Scodelario và Pepper tham gia diễn viên vào tháng 7 năm 2018, với phần còn lại của dàn diễn viên tham gia vào mùa hè đó. Quá trình bấm máy bắt đầu vào tháng 8 năm 2018 và đóng máy vào tháng 9 năm 2018.
Bộ phim được công chiếu tại rạp Hoa Kỳ vào ngày 12 tháng 7 năm 2019, bởi hãng Paramount Pictures. Nó đã thu về hơn 86 triệu USD trên toàn thế giới và nhận được những đánh giá tích cực, với những lời ca ngợi hướng đến diễn xuất của các diễn viên và gọi nó là "thỏa mãn và rất nhiều niềm vui".

## Cốt truyện
Vận động viên bơi lội của Đại học Florida, Haley Keller, nhận được cuộc gọi từ chị gái Beth, người thông báo với cô rằng cơn bão cấp 5 đang trong quá trình đổ bộ vào Florida và khuyên cô rời khỏi bang. Haley lo lắng cho sự an toàn của bố cô là Dave vì ông không trả lời điện thoại. Chống lại chỉ thị của cảnh sát, Haley lái xe vào khu vực sơ tán để tìm kiếm Dave. Đầu tiên cô đến căn hộ của ông, nơi ông sống từ khi ông và mẹ cô ly dị. Haley tìm thấy con chó Sugar tại căn hộ nhưng không thấy Dave và nghĩ rằng ông đã trở về căn nhà ở hồ Coral, nơi ông cho là đã bán từ nhiều năm trước.
Haley và Sugar đến khu dân cư bị ngập lụt và thấy xe tải của Dave tại căn nhà ở hồ Coral. Haley xuống tầng hầm bên dưới nhà, để Sugar trên nhà trên và thấy bố mình đang bất tỉnh và bị thương. Khi cô cố gắng kéo ông ra, lối thoát bị chặn lại bởi những con cá sấu to lớn và hung dữ mà Dave tin rằng chúng đã vào nhà bằng cống thoát nước. Bọn cá sấu quá to lớn để vượt qua các ống sắt dưới nhà, giúp Haley và Dave có một khu vực an toàn ở điểm kết thúc của không gian bò. Nhưng cơn bão càng lúc càng mạnh hơn và không gian bò bị ngập nước nhiều hơn, Haley cố gắng tìm cách thoát khỏi bọn cá sấu trước khi cô và bố mình chết đuối.
Trong khi cố gắng thoát khỏi không gian bò và chống lại bọn cá sấu, Haley đã làm rơi điện thoại di động (sau đó bị con cá sấu đạp nát), phát hiện ra lối thoát phụ đã bị chặn bởi cái thùng ở nhà trên. Cô cố gắng kêu gọi một nhóm người ăn cắp bên kia đường để nhờ giúp đỡ trước khi họ bị tấn công bởi bọn cá sấu. Bọn cá sấu cũng giết chết hai viên cảnh sát đang kiểm tra căn nhà để tìm kiếm người sống sót. Dave đã giết một con cá sấu bằng cách lấy cái xẻng bổ vào đầu nó, nhưng ông bị mắc kẹt. Không còn lựa chọn nào khác, Haley tìm đường đến cống thoát nước, nơi cô phát hiện ra bọn cá sấu đã làm tổ và đẻ trứng. Haley giết chết một con cá sấu khác bằng khẩu súng lấy từ xác chết của một viên cảnh sát và lên đến nhà trên, đập vỡ sàn phòng khách và giúp Dave ra khỏi tầng hầm.
Haley, Dave và Sugar lấy chiếc thuyền của những người ăn cắp ngay khi mắt bão di chuyển qua khu dân cư và nước lũ phá vỡ con đê gần đó, khiến hồ Coral bị ngập nhiều hơn và chiếc thuyền đâm sầm vào trong căn nhà. Trong khi Dave và Sugar lên cầu thang, Haley ở trong nhà bếp và sử dụng một máy bộ đàm của viên cảnh sát đã chết để kêu gọi giúp đỡ từ chính quyền.
Sau khi lấy vài quả pháo sáng và đưa Sugar lên cầu thang, Dave bị con cá sấu cắn đứt một cánh tay. Haley cố gắng cầu cứu một chiếc trực thăng cứu hộ từ phòng ngủ trên lầu nhưng bị một con cá sấu khác tấn công và nó cố gắng nhấn nước cô. Trong khi Dave và Sugar chạy lên gác mái, Haley lấy pháo sáng đâm vào mắt con cá sấu và cố gắng bơi lên mái nhà từ bên ngoài căn nhà, né tránh con cá sấu thứ tư trước khi nó bị cuốn đi. Haley đốt pháo sáng cầu cứu chiếc trực thăng cứu hộ khi Dave và Sugar nhìn theo.

## Diễn viên
- Kaya Scodelario trong vai Haley Keller, một sinh viên-vận động viên bơi lội
- Barry Pepper trong vai Dave Keller, một nhà thầu và bố của Haley
- Ross Anderson trong vai Wayne Taylor, một cảnh sát và bạn trai cũ của Beth
- Anson Boon trong vai Stan, một kẻ ăn cắp
- Jose Palma trong vai Pete, một cảnh sát và cộng sự của Wayne
- George Somner trong vai Marv
- Ami Metcalf trong vai Lee
- Moryfydd Clark trong vai Beth Keller, chị gái của Haley sống ở Boston
- Annamaria Serda trong vai Emma
- Savannah Steyn trong vai Lisa

## Sản xuất
Vào ngày 1 tháng 5 năm 2018, Paramount Pictures và Ghost House Pictures tuyên bố Alexandre Aja sẽ đạo diễn bộ phim với Kaya Scodelario đóng vai chính. Quá trình quay phim bắt đầu vào tháng 8 năm 2018 tại Belgrade, Serbia, hoàn tất mọi thứ vào tháng sau đó. Các hiệu ứng hình ảnh được cung cấp bởi Rodeo FX và được duyệt bởi Thomas Montminy Brodeur và Keith Kolder.

## Phát hành
Phim ban đầu dự kiến phát hành tại Hoa Kỳ vào ngày 23 tháng 8 năm 2019, nhưng đã được lùi lại đến ngày 12 tháng 7 năm 2019.

## Đón nhận

### Doanh thu
Tính đến  ngày 4 tháng 8 năm 2019, Crawl thu về 36,1 triệu USD ở thị trường Mỹ và Canada, và 17,6 triệu USD ở các quốc gia khác, tổng 53,7 triệu USD trên toàn cầu so với kinh phí sản xuất phim là 13,5 triệu USD.
Tại Hoa Kỳ và Canada, bộ phim đã được phát hành cùng với Stuber và được dự kiến thu về 10 đến 13 triệu USD từ 3.170 rạp vào cuối tuần công chiếu. Bộ phim đã kiếm được 4,3 triệu USD trong ngày đầu tiên, bao gồm 1 triệu USD từ các buổi chiếu thử tối Thứ năm. Nó tiếp tục ra mắt tới 12 triệu USD, cuối cùng đứng thứ ba tại phòng vé. Bộ phim đã không được chiếu trước cho các nhà phê bình, và một số tờ báo cho rằng sự đón nhận tích cực lẽ ra sẽ làm cho bộ phim có một sự khởi đầu rầm rộ hơn nữa. Vào cuối tuần thứ hai công chiếu, bộ phim chỉ kiếm được 6 triệu USD, giảm doanh thu xuống hẳn 50% (dù sao vẫn tốt hơn mức trung bình cho một bộ phim kinh dị).

### Phản hồi
Trên Rotten Tomatoes, bộ phim giữ tỷ lệ phê duyệt 83% dựa trên 116 đánh giá, với điểm trung bình là 6,55/10. Sự đồng thuận quan trọng của trang web có nội dung: "Một tính năng sinh vật đóng gói hành động nhanh, đáng sợ và được hưởng lợi rất nhiều từ một trò chơi hoàn toàn Kaya Scodelario, Crawl là một trò chơi vui nhộn với sự tự nhận thức vừa đủ để hoạt động". Trên Metacritic, bộ phim có điểm trung bình có trọng số là 61 trên 100, dựa trên 27 nhà phê bình, cho thấy "những đánh giá chung có lợi". Khán giả được tham gia bởi CinemaScore đã cho bộ phim đạt điểm "B" trung bình theo thang điểm A+ đến F, trong khi những người ở PostTrak cho điểm trung bình 2,5 trên 5 sao và 46% "khuyến nghị xác định".
Angelica Jade Bastien của Tạp chí New York đã ca ngợi bộ phim: "Crawl là một bộ phim điển hình nhất về một câu chuyện giản đơn được kể hết sức thú vị. Nó thật sự rất phiêu lưu, nhiều đoạn phải nghiến răng, nhiều đoạn dí dỏm, con cá sấu độc ác bị giết chết và có sự điềm tĩnh đáng ngạc nhiên - tất cả được quay trong một hạm đội may mắn trong 87 phút. Đây là một bộ phim kinh dị hoàn hảo cho mùa hè, cũng là điềm báo cho những khía cạnh thảm khốc, khiêm nhường của Mẹ thiên nhiên vì đây là một bức thư tình cho các mối quan hệ bố-con". Jim Vejvoda của IGN đã viết "Crawl là một bộ phim vui nhộn giữa người và thú quen thuộc, một bộ phim có nhiều dặm bay ra khỏi bối cảnh của nó và nỗi sợ bị ăn sâu của mọi người". Ông cảnh báo rằng người hâm mộ của Alexandre Aja có thể ngạc nhiên về cách Crawl chính thống được so sánh với các bộ phim kinh dị khủng khiếp hơn của ông.